# Légendes du Guatemala
Légendes du Guatemala (Leyendas de Guatemala), paru en 1930, est le premier livre publié par l'auteur et récipiendaire du prix Nobel Miguel Ángel Asturias. Celui-ci y réinterprète les légendes de son pays natal du Guatemala. Il est influencé par les études d'anthropologie et de civilisation indigène centro-américaine que Miguel Ángel Asturias a menées en France, à la Sorbonne, et intègre donc la perspective européenne.
La nature de la tradition orale est évidente dans Légendes du Guatemala, comme en témoigne la dédicace : « À ma mère, qui me racontait des histoires ». 
Le livre recrée de façon lyrique le folklore guatémaltèque en prenant son inspiration dans les sources précolombiennes et coloniales.
Le style d'écriture de Légendes du Guatemala est le produit d'une heureuse expérimentation que l'on pourrait appeler « intuition poétique ». Ce style peut être vu comme un précurseur du futur mouvement du réalisme magique. Le livre peut être lu non seulement dans une perspective anthropologique, mais également comme une expérience esthétique, confirmant ainsi l'originalité du style.

## Résumé
Légendes du Guatemala se compose d'une série de contes, inspirés de légendes orales puisées dans la culture populaire, précédés d'une lettre de Paul Valéry au traducteur français Francis de Miomandre qui tient lieu de préface. Le résumé suivant correspond au découpage des chapitres de l'ouvrage.

### Guatemala
La première histoire, Guatemala, commence avec une route venteuse et un chariot qui s'approche d'une cité qui n'est pas nommée. Elle montre deux anciens, Don Chepe et Niña Tina, qui sont chargés avec l'héritage du pays. Le personnage Cuco des rêves est introduit, c'est lui qui reliera les légendes qui composent le reste de l'ouvrage. Le narrateur raconte alors deux anecdotes, celle de Frère Pedro de Betancourt et celle de Frère Payo Enriquez de Rivera.
L'auteur fait référence aux principales villes du Guatemala, comme Guatemala Ciudad et Antigua, qui ont été formées pendant l'ère coloniale. Il mentionne aussi les sites guatemaltèques de Quiriguá, Tikal, ainsi que Palenque et Copán, qui, bien qu'ils ne fassent plus partie du Guatemala contemporain, faisaient partie de l'empire maya. Dans cette histoire, il est expliqué que les villes modernes du Guatemala ont été physiquement construites au-dessus de villes coloniales et indigènes précédentes, ce qui crée une image du Guatemala comme d'une « maison à plusieurs étages ».

### Maintenant je me souviens
Il s'agit de la première des sept légendes racontées par Cuero de Oro. Il la raconte en alternance avec don Chepe et doña Tina. Ces anciens parlent d'un arbre qui détruit la notion de temps. Le narrateur raconte son voyage et son angoisse pendant sa nuit de délire.

### Légende du Volcan
Cette légende raconte l'origine des hommes au Guatemala. Elle commence avec six hommes, dont trois proviennent de l'eau et trois du vent. Ce nombre trois est important dans la tradition Nahuatl. Les trois hommes de l'eau se nourrissent d'étoiles et ceux du vent marchent dans la forêt comme des hommes-oiseaux.
Deux dieux, Cabrakán, qui provoque des tremblements de terre, et Hurakán, qui est le géant des vents et l'esprit du ciel, sont aussi présentés. Hurakán produit un tremblement et tous les animaux fuient de la forêt. Un des six hommes, nommé Nido (« nid » en espagnol) est le seul qu'il reste. Une trinité composée d'un saint, d'un lys blanc et d'un enfant lui ordonne de construire un temple. C'est alors que les arbres commencent à se remplir de nids.

### Légende du Cadejo
Cette légende prend place au XVIIe siècle. Une belle novice dans un couvent, qui change plusieurs fois de nom au cours de l'histoire, souffre de sa tresse, qui excite les hommes. Elle coupe sa tresse, qui se change en serpent. Le serpent s'enroule autour d'une chandelle, éteignant sa flamme et envoyant l'homme en enfer.

### Légende de la Tatuana
Cette légende parle d'un amandier qui garde les traditions maya et tient le compte du passage des années. L'arbre divise son âme entre les quatre chemins qui marquent l'entrée du monde souterrain du Xibalba. Chaque chemin, marqué par une couleur différente, est emprunté par une partie de l'âme qui devra y faire face à des tentations.

### Légende du Sombrerón
Un moine est tenté par une balle qui passe par la fenêtre dans sa cellule. Il est captivé par la balle et se demande si elle est liée au diable. Il passe des heures innombrables à jouer avec la balle. Lorsqu'il parle avec une femme dont le fils a perdu sa balle, et qu'il se sent obligé de la rendre, les voisins disent qu'il a pris l'apparence du diable. Il finit par jeter la balle par sa fenêtre, et cette dernière se transforme en el Sombrerón, l'enfant-diable.

### Légende du trésor du pays fleuri
Cette légende se déroule à l'époque de l'arrivée des conquistadors espagnols au Guatemala, alors que les indigènes célèbrent la fin d'une guerre, près du lac Atitlán, où vit le peuple des Tz'utujils. Près de ce lac se trouve un volcan nommé Abuelo del Agua (grand-père de l'Agua). Ce volcan cache le trésor des tribus des rives qui ont échappé au pillage des Espagnols. Lorsque ceux-ci approchent, les tribus sont terrifiées et laissent derrière elles leurs trésors.

### Les Sorciers de l'orage du printemps
Cette légende se divise en six parties et décrit les combats mythologiques pour la survie entre trois règnes : animal, végétal et minéral. Juan Poye est le personnage principal ; c'est un « homme-rivière ». Quand les hommes oublient les règles de l'amour et agissent cruellement, la rivière devient source de punition des humains immoraux. Tout ce qui reste à la fin de la légende, ce sont des cités couvertes par la végétation du pays Quiché.

### Cuculcán
Cette dernière légende est écrite sous la forme d'une pièce. Elle n'a été ajoutée au recueil que dans la seconde édition. Les trois scènes sont séparées par des rideux colorés qui figurent le passage du temps.
Les personnages sont :
- Guacamayo, un oiseau de mille couleurs qui est sournois ;
- Cuculcán, le serpent à plumes ;
- Chinchinirín, l'enseigne au combat de Cuculcán ;
- Yaí, une « femme-fleur » qui doit être sacrifiée.

Guacamayo et Cuculcán se querellent au sujet de la légende du soleil. Derrière le dos de Cuculcán, Guacamayo l'accuse d'imposture et discute avec Chinchinirín. Conspirant pour prendre la place de Cuculcán, Guacamayo fait un pacte avec Yaí, mais Cuculcán est sauvé. À la fin, la lune naît du corps de Chinchinirín tandis qu'il cherche à atteindre la fleur jaune.

## L'auteur
Miguel Ángel Asturias est né en 1899 dans la ville de Guatemala au sein d'une famille de la classe moyenne. Sa mère, métisse (sa famille avait des origines espagnoles et indigènes), était maîtresse d'école. Son père, Ernesto Asturias, était un avocat d'origine espagnole. Au début, Asturias avait commencé la faculté de droit, mais il a fini par étudier l'anthropologie et la littérature. Finalement, il devint auteur et gagna le Prix Nobel de littérature en 1967. Il fit une grande partie de ses études à Paris, mais il voyagea aussi dans toute l'Amérique Latine. Parmi ses œuvres les plus importantes figure Légendes du Guatemala (1930), Monsieur le Président (1946), Les Hommes de Maïs (1949), Le Pape Vert (1954), Les Yeux des Enterrés (1960) et Mulata de tal (1963).

## Analyse littéraire
Asturias base son travail sur les traditions et légendes de ses ancêtres et s'efforce de donner une représentation précise de la culture indigène, mélangée à des éléments d'origine coloniale. Il utilise certains aspects de la culture traditionnelle indigène, et combine les modes de narration oraux et textuels. Son unicité s'illustre aussi à travers le fait qu'il est impossible de classer son travail au sein des genres littéraires préexistants, même si certains considèrent que les Légendes du Guatemala est un des précurseurs du réalisme magique.

### Forme et structure
Chacun des contes des Légendes du Guatemala est un poème en forme de prose. Chaque mot à son importance et à ce titre transcende la collection commune d'histoires. Ces dernières sont reliées par un dénominateur commun : un plan de fiction partagé. Toutes les légendes prennent la forme d'une histoire, à l’exception du dernier, Cuculcán, qui prend la forme d'une pièce de théâtre, à l'origine écrite pour le théâtre de Madrid. 
Légendes du Guatemala a deux introductions : Guatemala et Maintenant je me souviens, chacune ayant un but différent. Maintenant je me souviens introduit un narrateur qui est identifiable à l'auteur, alors que Guatemala présente l'univers dans lequel les légendes vont se dérouler.
Dans la deuxième édition des Légendes de Guatemala, sortie en 1948, furent ajoutés Les sorciers de l'orage du printemps et Cuculcán. Bien qu'initialement ils semblent briser l'unité formelle des Légendes du Guatemala (puisque Cuculcán semble être une pièce de théâtre), ils comprennent les mêmes thèmes et les mêmes histoires et semblent avoir été écrites avant la publication de la première édition du livre. La fluidité dont fait preuve Asturias dans ses contes est une partie très importante de sa littérature. Les histoires ont très souvent une tonalité musicale, comme si elles devaient être lues à voix haute. Ce qui est facilité par la répétition de certaines phrases, comme "Le Coucou des Rêves file les contes" dans Guatemala.

### Culture indigène
La fiction de Asturias peut être considérée comme néo-indigène. Son œuvre est une évolution de la littérature indigéniste. Cette évolution se définit par sa posture critique vis-à-vis de la domination européenne sur les indiens d'Amérique. La littérature indigéniste propose un portrait exotique et stéréotypé des peuples indigènes qui, soit les laisse sans espérance et dépendants des européens, soit promeut leur adaptation à la culture métisse. En revanche, Asturias revoit sa position et représente la culture indigène comme une facette propre à la culture guatémaltèque. Pour ce faire, Asturias essaye de donner une représentation précise de cette culture indigène. C'est pourquoi il base son travail d'écriture sur les traditions et les légendes de ses ancêtres. On peut dire qu'Asturias utilise des éléments de la culture traditionnelle « pour démontrer que le futur de son pays dépend de la reconnaissance et de la validation de l'héritage indigène ».

### Identité
L'auteur Francis Jaeger affirme que les Légendes du Guatemala montrent comment l'étude des mythes du passé a contribué à former l'identité nationale du Guatemala. Les légendes d'Asturias représentent les points de vue qui composent l'identité guatémaltèque : ceux des Européens et ceux des Mayas. Jaeger se réfère à la critique de Loïs Parkinson Zamora, qui considère que les Légendes du Guatemala est une œuvre qui montre une « inquiétude à propos des origines [culturelles] ». Ces dernières amènent Asturias à combler le vide de connaissances sur la culture indigène avec une recherche du passé. Cette anxiété a conduit à la création d'un récit au langage détaillé, qui intègre les complexités et les paradoxes des origines culturelles indigènes. Ainsi, l'indigène, le colonisateur et l'homme moderne coexistent sur un pied d'égalité au sein des légendes. Légendes du Guatemala met en évidence un dialogue entre les différentes influences culturelles, indigènes et européennes, au Guatemala, au lieu de promouvoir l'idée d'hybridation culturelle ou celle du métissage. Avec l'évolution de la société et les avancées technologiques, il y a eu une nécessité constante de redéfinir la culture indigène. En ce sens, le développement de la nation guatémaltèque et de l'identité de son peuple se perçoit à travers le récit des différentes légendes.

### Réalisme magique
En accord avec Francisco Solares-Larrave, le processus de pensée mythique qui caractérise les contes des Légendes du Guatemala ne doit pas être vue depuis une perspective anthropologique, mais plus comme la base d'une nouvelle vision de la réalité. Cette application d'un nouveau type de logique, basée sur le règne du mythique, fait que les contes d'Asturias se rapprochent du réalisme magique. Cependant, au lieu de classer les Légendes du Guatemala comme faisant partie du boom latino-américain, les contes sont bien plus un précurseur vers le réalisme merveilleux d'Alejo Carpentier qui deviendra plus tard, le mouvement du réalisme magique. Asturias était plus préoccupé par la représentation des qualités réelles des choses magiques, comme étant la source d'une nouvelle identité nationale, que par le fait de suivre ce que nous appelons aujourd'hui le réalisme magique. Néanmoins, c'est dans les Légendes du Guatemala que l'on voit, pour la première fois, les traces de ce mouvement, une vision qui unit réalité et illusion. Par exemple avec l'apparition du Coucou des Rêves, on voit le réalisme magique avant même son apparition. Il permet l'évocation de villes du passé, lesquelles sont enterrées en dessous d'autres villes. L'apparente fluidité du temps et de l'espace invoquent aussi la sensation selon laquelle la logique du réalisme magique était déjà en gestation dans l’œuvre d'Asturias. De plus, Selena Millares décrit les Légendes du Guatemala comme le fait de voir le monde à travers le reflet d'un fleuve souterrain. Pour sa tendance à une qualité rêveuse et à un contexte fluide, les Légendes du Guatemala semblent en effet représenter un pas significatif vers le réalisme magique.

## Thèmes

### Modèle du palimpseste
Dans la première légende, Asturias dit que la ville de Guatemala a été construite sur des villes enterrées, l'une sur l'autre, comme une maison à plusieurs étages. Au sens figuré, cela est certain, si l'on considère que la culture guatémaltèque est vue comme superposée à un héritage maya, dans les ruines découvertes à l'arrivée des Espagnols. De fait, même l'interprétation littérale est vraie, puisque de nombreuses villes espagnoles furent fondées directement sur les ruines de villes mayas comme Palenque et Copan. La raison pour laquelle Asturias présente la ville de Guatemala comme un modèle de palimpseste (une culture superposée à une autre plus ancienne, elle-même superposée à une autre etc.) c'est que, afin de comprendre pleinement l'identité guatémaltèque, il est nécessaire de combiner tous ces niveaux et les unir comme les parties d'une histoire commune. Dans Légendes du Guatemala, Asturias tente de réinventer l'identité guatémaltèque.

### Identité hybride
Avant la publication de Légendes du Guatemala, la question de l'identité hybride était présentée surtout sous un angle négatif. Même quelques années plus tard, dans des livres comme Maladrón (1967), les métis étaient dépeints comme des voleurs, des personnages vils. Cependant, dans Légendes du Guatemala, Asturias essaie de réévaluer ces questions, lesquelles étaient auparavant méconnues et marginales. Cette identité hybride se ressent dans le livre d'Asturias car ce dernier unit des éléments natifs et européens dans ses histoires.
Les légendes de la Tatauna, du Sombreron et du Cadejo, sont des légendes qui font partie de la mythologie actuelle du Guatemala. Par contre, le Trésor du Pays Fleuri est sans aucun doute une nouvelle histoire. Asturias combine les éléments natifs et européens non seulement d'un conte à l'autre, mais également au sein même de chaque légende. Par exemple, dans le premier conte, le narrateur participe à l'exécution d'une chanson, ainsi qu'à un rituel indigène, mais ce qu'il chante, ce sont les voyelles de l'alphabet latin, « a, e, i, o, u. » Dans la Légende du Volcan, la mythologie initiale des êtres volants qui peuplèrent la Terre se combine avec l'appellation terres des arbres, nom que les alliés des conquistadors donnèrent au Guatemala. Un autre exemple, celui de la Légende du Sombreron, un mythe d'origine maya, qui est raconté à travers une vision catholique post-coloniale. En ce sens, Légendes du Guatemala peut être vu comme une réaction contre la purification raciale et en faveur d'une conciliation culturelle représentée par l'identité hybride.

### Genre
Dans Légendes du Guatemala, les rapports de genre se présentent comme quelque chose d'analogue aux relations de pouvoir, mais ces dernières semblent ambiguës et presque fluides. Les deux anciens, Don Chepe et Niña Tina, introduits dans les premières légendes, sont identiques en dépit du fait que l'un soit un homme et l'autre une femme. Il n'y a aucune différence entre son pouvoir et son genre, et ils pourraient ne former qu'une seule entité. Or ils sont deux, en réalité, et ne se distinguent que par leurs prénoms. Le personnage nommé Cuculcán est masculin, mais son expérience de la vie semble plutôt liée à une identité féminine. Symboliquement, l'imagerie latino-américaine établit un système binaire dans les relations de pouvoir entre l'hégémonie espagnole, liée au sexe masculin, et la sous-altérité indigène, liée au sexe féminin. Ce transfert de genre se fait à de nombreuses reprises dans les Légendes du Guatemala. Par exemple, dans Maintenant je me souviens, Peau d'Or présente les forêts comme « étant une femme », alors qu'il est lui-même cette forêt. C'est pourquoi il se transforme en femme, jouant plutôt un rôle passif. En général, Asturias équilibre les relations de genre et les relations de pouvoir dans tous les contes de Légendes du Guatemala, en présentant la féminité comme une présence réprimée. Il est aussi intéressant de souligner que, dans la Légende du Sombreron, lorsque l'on mentionne la petite balle (symbole de la tentation et dans un certain sens, du mal), on utilise le diminutif et le genre féminin.

## Influences

### Influence européenne
Asturias étudia à Paris entre 1924 et 1933, ce qui lui permit d'observer le Guatemala, son pays d'origine, depuis une certaine distance. Il étudia la culture maya avec Georges Reynaud, qui, en tant que directeur, eut une influence significative sur son développement littéraire. Pour Asturias les enseignements de Renaud en particulier, comptèrent dans la révélation d'une de ses racines culturelles, oubliée, méconnue, et presque "sous-estimée".
Son séjour à Paris introduisit aussi Asturias au surréalisme. Des écrits d'Asturias sont influencés par le mouvement surréaliste, qui se fait plus évident dans l'usage d'objets opposés et incongrus. Prieto affirme que « un surréaliste utilise les opposés pour obtenir une ouverture sur le monde qui lui permet de percevoir le merveilleux ». Dans ce contexte, le "merveilleux" s'explique dans le sens que "cela" est aussi "ça". Pour Asturias, cela se traduit dans l'affirmation que « le Guatemala ne peut nier ses racines, même si la classe au pouvoir nie à le reconnaître ».

### Influence latino-américaine
Bien sûr, le processus de sensibilisation à l'hybridation culturelle avait commencé avant qu'Asturias ne vienne à Paris. Son voyage à Mexico en 1921 pour participer au Congrès International des Étudiants, organisé par la Fédération Mexicaine des Étudiants, avec la participation de José Vasconcelos, a déjà eu une influence importante sur le développement de ses idées concernant les cultures métisses.
La participation d'Asturias dans l'agence de presse Prensa Latina fut également importante.Cette agence était composée d'un groupe d'activistes engagé dans la "revitalisation du pouvoir latino". En mars 1928, Asturias voyagea à La Havane, à Cuba, et joua un rôle important en tant que participant au congrès de la Presse Latine. Dans cette ville, qui fit grande impression comme étant la "croix des chemins" des activités du monde entier, Asturias entra en contact avec des membres du mouvement d'avant-garde cubain. Le temps passé en France et à Cuba donnèrent à Asturias l'opportunité d'avoir des contacts importants et celle d'avoir la possibilité de réfléchir sur les origines et l'identité de son pays. Par conséquent, Asturias commença à réviser drastiquement son opinion autour de la culture indigène. On peut observer une transformation rapide dans l’œuvre d'Asturias, en comparant sa thèse, Le problème social de l'Indien, écrite dans les années 1920 avec Les Légendes du Guatemala, écrit dans les années 1930. Selon René Prieto, la thèse d'Asturias « se centra sur le concept du métissage, c'est-à-dire de l'immigration étrangère, pour régénérer l'indigène et cela est plein de préjugés », alors que dans les Légendes du Guatemala, Asturias valorise et admire la culture indigène et en arrive même « à se donner le rôle de porte-voix » de ces populations.
Le livre considéré aujourd'hui comme le prédécesseur le plus direct des Légendes du Guatemala est La terre du faisan et du cerf d'Antonio Mediz Bolio. Bolio construisit un pays imaginaire, utilisant la littérature de fiction dans laquelle il entremêla des histoires populaires mayas et des éléments du modernisme hispanique, très similaire à ce qu'Asturias fit plus tard en 1930.

#### Influence maya-quiché
Pour Asturias, une légende est un artefact culturel en constant changement. Voulant être une partie de ce changement, Asturias utilisa des légendes populaires et connues et les modifia, combinant certains éléments et transformant quelques parties jusqu'à les rendre méconnaissables.
Légendes du Guatemala se base en grande partie sur le Popol Vuh, un texte ancien qui contient, entre autres, les mythes de création des maya-quichés. En 1927, Asturias travailla en collaboration avec José Maria Gonzalez de Mendoza, sur la traduction du Popol Vuh, et ainsi, il fut aussi immergé dans ses légendes. La légende de la Tatauna, par exemple, se base sur la légende de Chimalmat des Quichés, mais elle a été réécrite en incorporant le mythe préhispanique avec l'ajout d'anecdotes et de personnages de l'époque coloniale. Cependant, certains académiciens allèguent que l'évolution d'une nation hybride peut avoir été la principale inspiration d'Asturias, et pour cela cette nation avait besoin d'un ensemble de mythes de création nouveaux et revisités.

## Critique et réception
Asturias a été décrit comme étant un auteur-poète, dont les habilités littéraires uniques ont créé un roman de l'évolution du Guatemala dans une forme qui dépasse les limites d'un poème, d'une histoire, d'une légende ou de la prose.
Après sa publication en 1930, Légendes du Guatemala, reçu les éloges des critiques français et guatémaltèques. Le livre fut traduit en français par Francis de Miomandre et gagna le prix Sylla Monsegur. Cette traduction réussit aussi à gagner l'admiration de Paul Valéry, lequel écrivit une lettre à propos du livre, incluse comme prologue dans certaines éditions. Pour le critique de littérature latino-américaine Gerald Martin, Légendes du Guatemala est « la première grande contribution anthropologique à la littérature espagnole d'Amérique »
Stephen Henighan, l'un des critiques d'Asturias, allègue que le livre courtise une audience européenne parce que l'exotisme du Guatemala se conforme à la perspective de Paris. C'est pourquoi, Henighan pense que Légendes du Guatemala est à la fois authentique et faux; la création de l'illusion de fiction fut totalement encourageante pour la perspective perçue de l'audience française. En accord avec ces interprétations, le livre se base sur les imaginaires orientalistes français. Cependant, Henighan affirme que « Légendes du Guatemala déforme la supposition orientaliste parce qu'ici "l'explorateur" qui transmet le monde magique aux lecteurs de Paris est un homme natif du Guatemala ». Il indique que Asturias utilise des stratégies pour persuader de la validité et la fiabilité de ses écrits pour une audience européenne; cela est la raison pour laquelle il inclut des images, le prologue introducteur de Paul Valéry, une prière impersonnelle, et des exemptions de responsabilité, telles que « que personne ne croit aux légendes du passé ».
Henighan argumente aussi que l'introduction, dans laquelle le Guatemala est présenté comme un palimpseste des civilisations du passé, produit une subordination inhérente du Guatemala à l'Europe. L'argument principal de Henighan est que le livre présente un choc entre le Guatemala et l'Europe, lequel est un reflet du propre conflit d'identité d'Asturias. Il continue de dire que Guatemala se centre sur l'aliénation, alors que Maintenant que je me souviens conclut avec la confusion de l'éloignement de ces mythes. Les cinq légendes tentent de réconcilier les tensions contenues dans la double introduction du livre. « Syncrétisme, duplicité et hétérogénéité se présentent comme des conditions humaines inévitables » dans les légendes. Il ajoute que Asturias veut démontrer l'impossibilité de maintenir une quelconque sorte de pureté d'identité, et que c'est pourquoi l'existence du métissage, racial comme culturel, semble être inévitable et désirable. Le conflit de l'identité culturelle atteint son point culminant dans la dernière histoire : « ici la dynamique de la duplicité s'imprègne des questions de pouvoir culturel ». Henighan affirme qu'Asturias se rend compte que les deux cultures seront toujours en opposition et que « la culture la plus faible sera toujours soumise aux diktats culturels de la plus forte ».
Asturias reçut de nombreuses critiques après la publication de sa thèse Le problème social de l'indien (1923), dans laquelle il affirma ne pas voir de futur pour l'identité guatémaltèque basée sur son héritage maya, encourageant une idéologie progressiste. La critique provient du changement d'attitude diamétralement opposé que Légendes du Guatemala semble exprimer. Martin Lienhard soutient que cette première thèse est devenue une tache sombre dans le passé de Asturias, un tache que tout le monde semble avoir oubliée après que lui fut remis le Prix Nobel de Littérature en 1967. Il maintient que le jeune Asturias eut des propos racistes dans cette thèse et que Légendes du Guatemala ne représente pas une rupture complète avec cette attitude. Lienhard fait une comparaison entre la forme dans laquelle Asturias réécrivit les mythes de la création du Guatemala et la propagande dans l'éducation soviétique, affirmant que manipuler progressivement la culture et la mémoire collective d'un peuple peut servir les intérêts d'un état.

## Lettre de Paul Valéry à Francis de Miomandre
La lettre qui suit a été écrite par Paul Valéry à l'intention de Francis de Miomandre, traducteur français de Légendes du Guatemala. Originellement écrite en espagnol par l'auteur français, elle est publiée conjointement dans la réédition de l'ouvrage. Elle est ici traduite :
Mon cher ami,
Je vous remercie de m'avoir donné à lire ces Légendes du Guatemala de monsieur Miguel Angel Asturias. En tant qu'écrivain il a de la chance car la traduction est délectable, par conséquent, excellente ; c'est-à-dire belle mais fidèle. Une bonne traduction a les vertus d'une épouse romaine : egregia coniux.
En ce qui concerne les légendes, elles m'ont laissé somnolent. Rien ne m'a semblé plus étrange - je veux dire plus étrange à mon esprit, à ma faculté d'atteindre l'inespéré - que ces histoires-rêves-poèmes où se confondent si gracieusement les croyances, les histoires et tous les âges d'un peuple composé d'ordre, tous les produits tenaces d'une terre puissante et toujours convulsée, dans laquelle les multiples ordres de forces qui ont engendré la vie après avoir fixé le décor de roche et d'humus sont toujours menaçants et féconds, comme disposés à créer, entre deux océans, à coups de catastrophes, de nouvelles combinaisons et de nouveaux thèmes d'existence.
Quel mélange que celui de la nature torride, de la botanique confuse, de la magie indigène, de la théologie de Salamanque, où le volcan, les moines, l'Homme-Pavot, le Marchand de bijoux sans prix, les "banadas de pericos dominocales", les maîtres-mages qui vont dans les villages enseigner la fabrication des tissus et la valeur du zéro composent le plus délirant des songes !
Ma lecture fut comme un filtre, car ce livre, bien que petit, se boit plus qu'il ne se lit. Il a été pour moi l'agent d'un rêve tropical, vécu non sans un singulier délice. J'ai cru consommer le jus de plantes incroyables, ou une cuisson de ses fleurs qui capturent et digèrent les oiseaux. "Le Coucou des songes se réveille dans l'âme".
Stendhal s'engageait à lire tous les matins un peu du Code Civil. Ce conseil a de la valeur. Mais une pharmacopée doit être complète. Après le tonique, il manque les baumes et les résines enivrantes. Une dose de temps en temps de cet élixir guatémaltèque est excellent contre tant de choses...  
Entièrement votre,
Paul Valéry